# Elecciones al Congreso de los Diputados de noviembre de 2019 (Burgos)
Las elecciones al Congreso de los Diputados de 2019 se celebraron en la provincia de Burgos el domingo 10 de noviembre, como parte de las elecciones generales convocadas por Real Decreto dispuesto el 4 de marzo de 2019 y publicado en el Boletín Oficial del Estado el día siguiente. Se eligieron los 4 diputados del Congreso correspondientes a la circunscripción electoral de Burgos, mediante un sistema proporcional (método d'Hondt) con listas cerradas y un umbral electoral del 3%.

## Resultados
Los comicios depararon 2 escaños al Partido Socialista Obrero Español y alPartido Popular. 
| Candidatura                                                                | Candidatura                                                                | Votos   | %                                        | Escaños                                  |
| -------------------------------------------------------------------------- | -------------------------------------------------------------------------- | ------- | ---------------------------------------- | ---------------------------------------- |
|                                                                            | Partido Socialista Obrero Español (PSOE)                                   | 64 182  | 32,69                                    | 2                                        |
|                                                                            | Partido Popular (PP)                                                       | 61 228  | 31,18                                    | 2                                        |
| Vox (Vox)                                                                  | Vox (Vox)                                                                  | 29 579  | 15,06                                    | 0                                        |
| Unidas Podemos (Podemos-IU-Equo)                                           | Unidas Podemos (Podemos-IU-Equo)                                           | 22 058  | 11,23                                    | 0                                        |
| Ciudadanos (Cs)                                                            | Ciudadanos (Cs)                                                            | 16 214  | 8,26                                     | 0                                        |
| Partido Animalista Contra el Maltrato Animal (PACMA)                       | Partido Animalista Contra el Maltrato Animal (PACMA)                       | 1415    | 0,72                                     | 0                                        |
| Recortes Cero-Grupo Verde-Partido Castellano-Tierra Comunera (R0-GV-PC-TC) | Recortes Cero-Grupo Verde-Partido Castellano-Tierra Comunera (R0-GV-PC-TC) | 645     | 0,33                                     | 0                                        |
| Por un Mundo Más Justo (PUM+J)                                             | Por un Mundo Más Justo (PUM+J)                                             | 620     | 0,32                                     | 0                                        |
| Partido Comunista de los Trabajadores de España (PCTE)                     | Partido Comunista de los Trabajadores de España (PCTE)                     | 404     | 0,21                                     | 0                                        |
| Votos válidos                                                              | Votos válidos                                                              | 206 983 | 100,00                                   | 4                                        |
| Votos nulos                                                                | Votos nulos                                                                | 2693    | Participación: · \| \| 67,45 % \| 11,20% | Participación: · \| \| 67,45 % \| 11,20% |
| Votantes                                                                   | Votantes                                                                   | 201 664 | Participación: · \| \| 67,45 % \| 11,20% | Participación: · \| \| 67,45 % \| 11,20% |
| Electores                                                                  | Electores                                                                  | 298 989 | Participación: · \| \| 67,45 % \| 11,20% | Participación: · \| \| 67,45 % \| 11,20% |
|                                                                            | 67,45 %                                                                    |         |                                          |                                          |

## Diputados electos
Relación de diputados electos:
| N.º | Nombre                         | Lista | Lista |
| --- | ------------------------------ | ----- | ----- |
| 1   | Esther Peña Camarero           |       | PSOE  |
| 2   | María Sandra Moneo Díez        |       | PP    |
| 3   | Agustín Javier Zamarrón Moreno |       | PSOE  |
| 4   | Jaime Miguel Mateu Istúriz     |       | PP    |